# Ілана Гур
Ілана Гур (івр. אילנה גור‏ 10 липня 1936, Тверія) — ізраїльська скульпторка та дизайнерка, авторка робіт включають скульптуру, меблі, освітлювальні прилади, різні вироби та інструменти, ювелірні вироби та модні аксесуари. Ілана Гур працює з металом (чавун, бронза), деревом, шкірою, тканиною, пластмасою та склом, а також виготовляє коштовності із золота, срібла та шкіри.

## Життєпис
Ілана Гур народилася 1936 року в Тиверіаді, в родині лікаря Рахелі Єгудіт Сапір-Вільчик та Андре Вільчіка, який перебрався з Угорщини (згодом замість угорського прізвища взяв аналогічне за змістом івритське — «Гур»). Її мати керувала гінекологічним відділенням у лікарні імені Швейцера. Її дід, лікар Йосип Беркович Сапір, керував пологовим відділенням у лікарні Бікур Холім в Єрусалимі. Брат Ілани — професор Дані Гур був кардіохірургом, який зробив першу операцію з пересадки серця в Ізраїлі.
У 1956 році, у 20-річному віці Ілана переїхала до США і незабаром стала відомою завдяки виготовленню чоловічих ременів з оригінальними пряжками. У США вийшла заміж і народила двох синів. Нині вона живе поперемінно у Нью-Йорку та Яффо.
Перша виставка Ілани Гур відбулася у 1972 році в Каліфорнійському музеї науки та промисловості у Лос-Анджелесі. Вона також виставляла свої роботи у багатьох музеях світу, у тому числі в Ізраїлі. Так, виставки Ілани Гур відбулися в Тель-Авівському музеї мистецтв, Музеї Сучасного Мистецтва в Гельсінкі, Музеї баварського мистецтва в Мюнхені, Музеї мистецтва XX століття, у Відні, в Національному музеї єврейської історії у Філадельфії та багатьох інших.
Однією з вершин у творчості Ілани Гур було нагородження її в 1986 році престижною премією в галузі дизайну.
Її скульптури встановлені у багатьох місцях Ізраїлю. Наприклад, статуя «Ніколи більше» представлена в музеї Яд Вашем в Єрусалимі, скульптура «Орел» встановлена в марині (пристані для яхт) у Герцлії-Пітуах, а скульптура «Жінка на вітрі», встановлена в парку Чарльза Клора на набережній Тель-Авіва.
За словами мистецтвознавця Людмили Гончарської, «скульптури її — від мініатюрних статуеток до моделей вагомих достоїнств — вигадливі та агресивні (особливо чернушно — казкові бронзові птахи). <…> Щоб піддатися чарівності її робіт, комусь знадобиться кілька спроб. Інші сприймають їх з першого разу, примудряючись розглянути за навмисною грубістю металу тендітну, беззахисну м'якість душі, що плавиться».

## Музей Ілани Гур

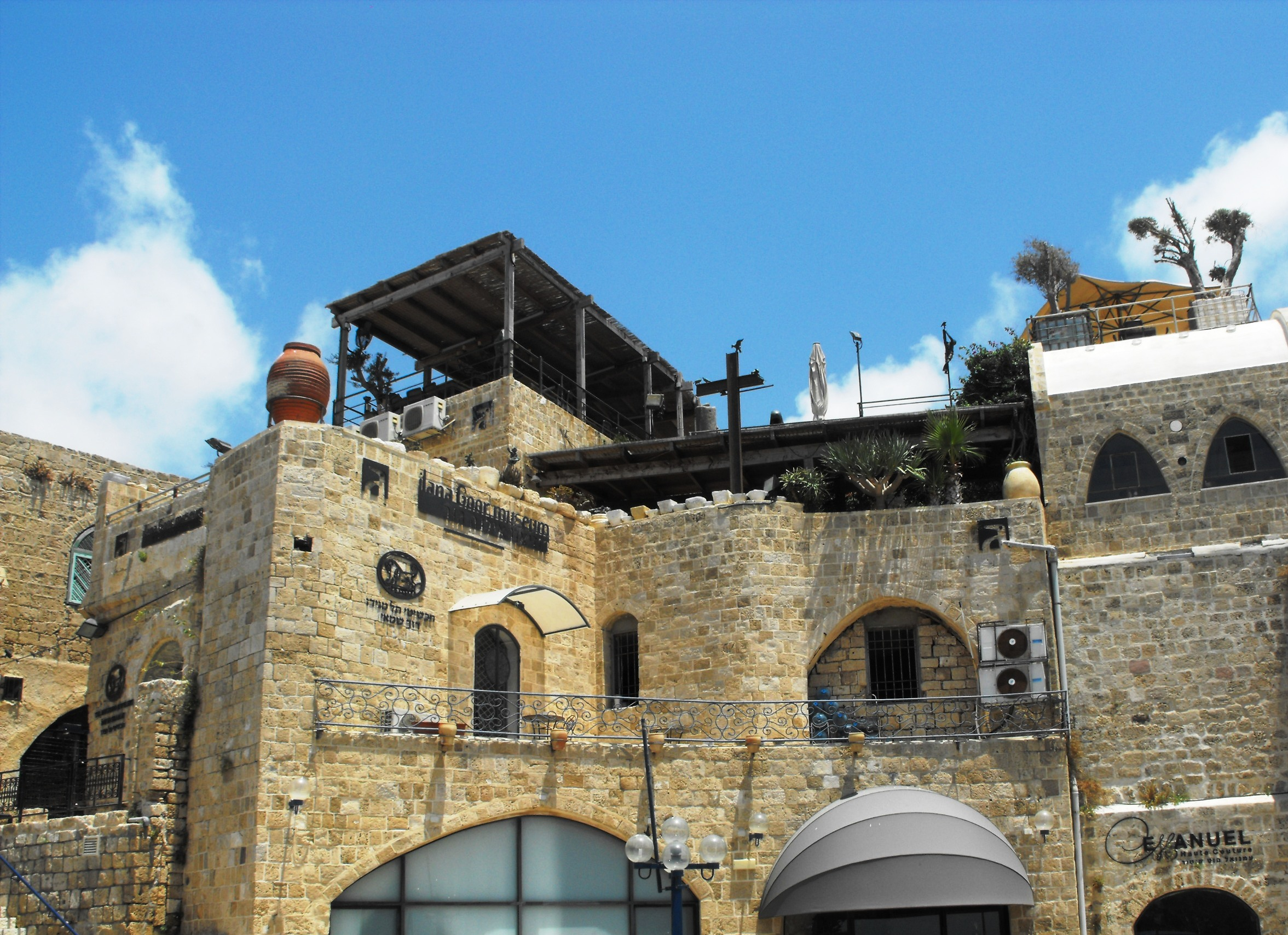
Музей Ілани Гур

У 1995 році Ілана Гур відкрила для широкої публіки свій приватний будинок у Старому Яффо, перетворивши його на музей. У музеї Ілани Гур представлені твори скульптури, живопис та дизайн самої засновниці, а також колекція творів мистецтва, що збиралася протягом більш ніж сорока років .
Музей розташований у будівлі старого хана (караван-сараю). Експонати розміщено на трьох поверхах. У колекції музею міститься понад чотириста творів ізраїльського та міжнародного мистецтва (у тому числі роботи молодих ізраїльських художників), а також етнографічна колекція, зібрана художницею під час подорожей до Ізраїлю та за його межами. Хоча колекція є еклектичною, проте кожне приміщення в музеї має свій характер. Оригінальність музею обумовлена зв'язками (часто несподіваними) як на тематичному, так і візуальному рівні. Предмети однієї колекції та різні колекції ведуть між собою діалог, що створює незвичайне враження.

## Виставки

### Персональні виставки
- 1972 — «Люди Ілани», Каліфорнійський Музей науки і промисловості в Лос-Анджелесі.
- 1976 — «Другі люди Ілани», Каліфорнійський Музей науки і промисловості в Лос-Анджелесі.
- 1976 — художня галерея «Торель», Тель-Авів
- 1978 — Галерея Каті Граноф, Париж.
- 1978 — Галерея «Спектра», Відень.
- 1979 — Галерея Даніель Бен-Торан, Базель.
- 1979 — художня галерея «Торель», Тель-Авів
- 1979 — Галерея «Horace Richter», Яффо.
- 1981 — Художня галерея в місті Влардінген, Нідерланди.
- 1981 — Галерея Інгрід Монсандік, Дюссельдорф.
- 1982 — Виставка «Вісім скульптур». Галерея «Horace Richter», Яффо.
- 1984 — Галерея Даніель Бен-Торан, Базель
- 1984 — Галерея «Horace Richter», Яффо.
- 1985 — Галерея Арманда Хаммера, Нью-Йорк.
- 1986 — Галерея «Horace Richter», Яффо.
- 1986 — Експо Мистецтво 1986, Нью-Йорк.
- 1987 — Музей Ізраїлю, Єрусалим.
- 1994 — Музей дизайну, Гельсінкі, Фінляндія.
- 2006 — Тель-Авівському музеї мистецтв.
- 2014 — Галерея сучасного мистецтва, Нью-Джерсі.
- 2014 — Donna Karan's Urban Zen Foundation, Нью-Йорк.

### Різні групові виставки
- 1972 — Виставка на честь 25-річчя держави Ізраїль, конгрес-центр, Лос-Анджелес.
- 1977 — «Скульптура», Вентурі арте, Болонья, Італія.
- 1982 — Aldrich Contemporary Art Museum, Коннектикут, США.
- 1983 — Світильники Ханукі, Національний музей єврейської історії у Філадельфії, Пенсільванія, США.
- 1992 — Галерея Берніс Штайнбаум, Нью-Йорк.

## Нагороди

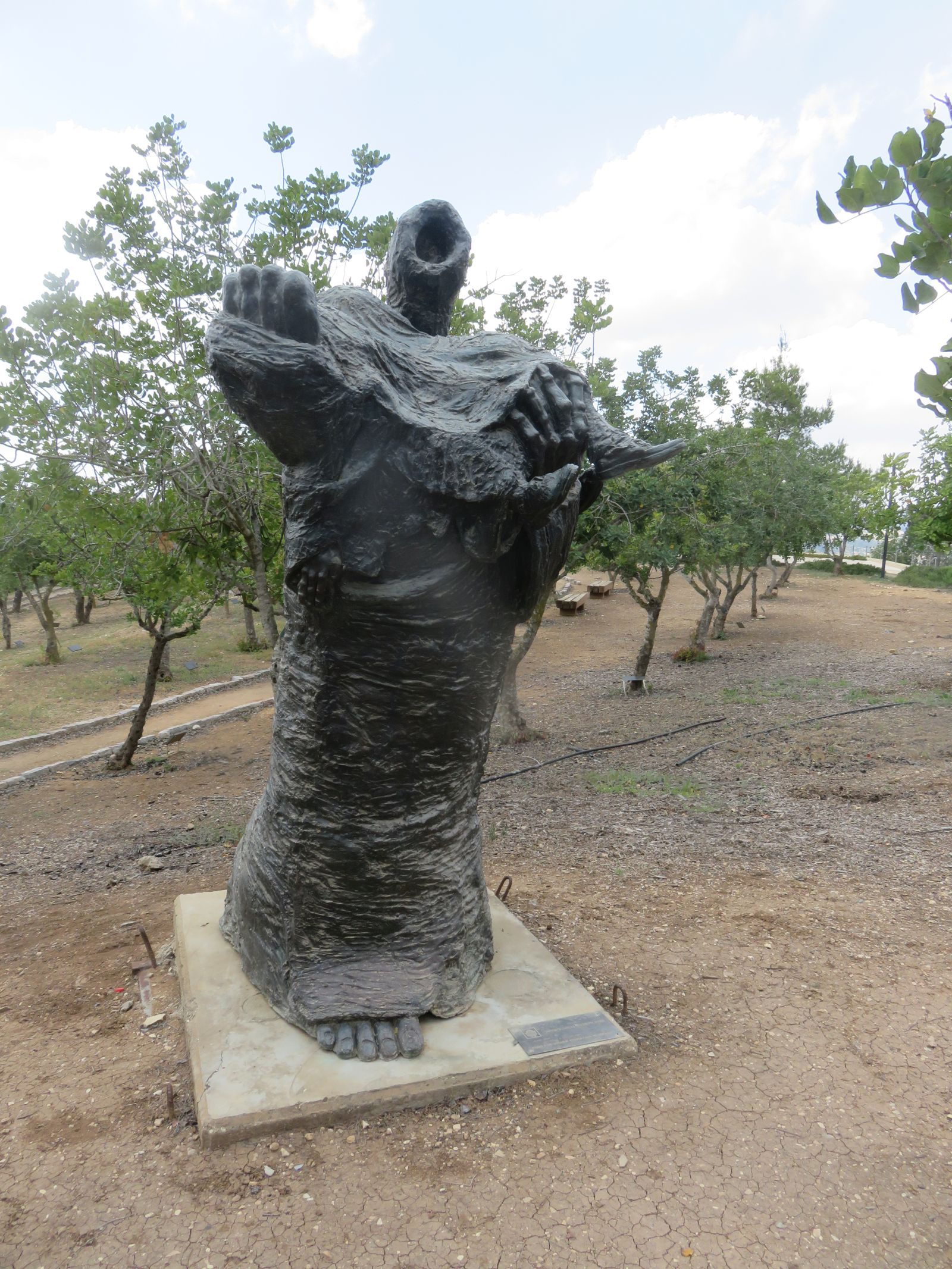
Ніколи більше — статуя Ілани Гур у Музеї Голокосту Яд ва-Шем у Єрусалимі.

1986 — За найкращий дизайн житлового простору
2011 — Премія ізраїльського центру будівництва

## Скульптури на відкритому повітрі

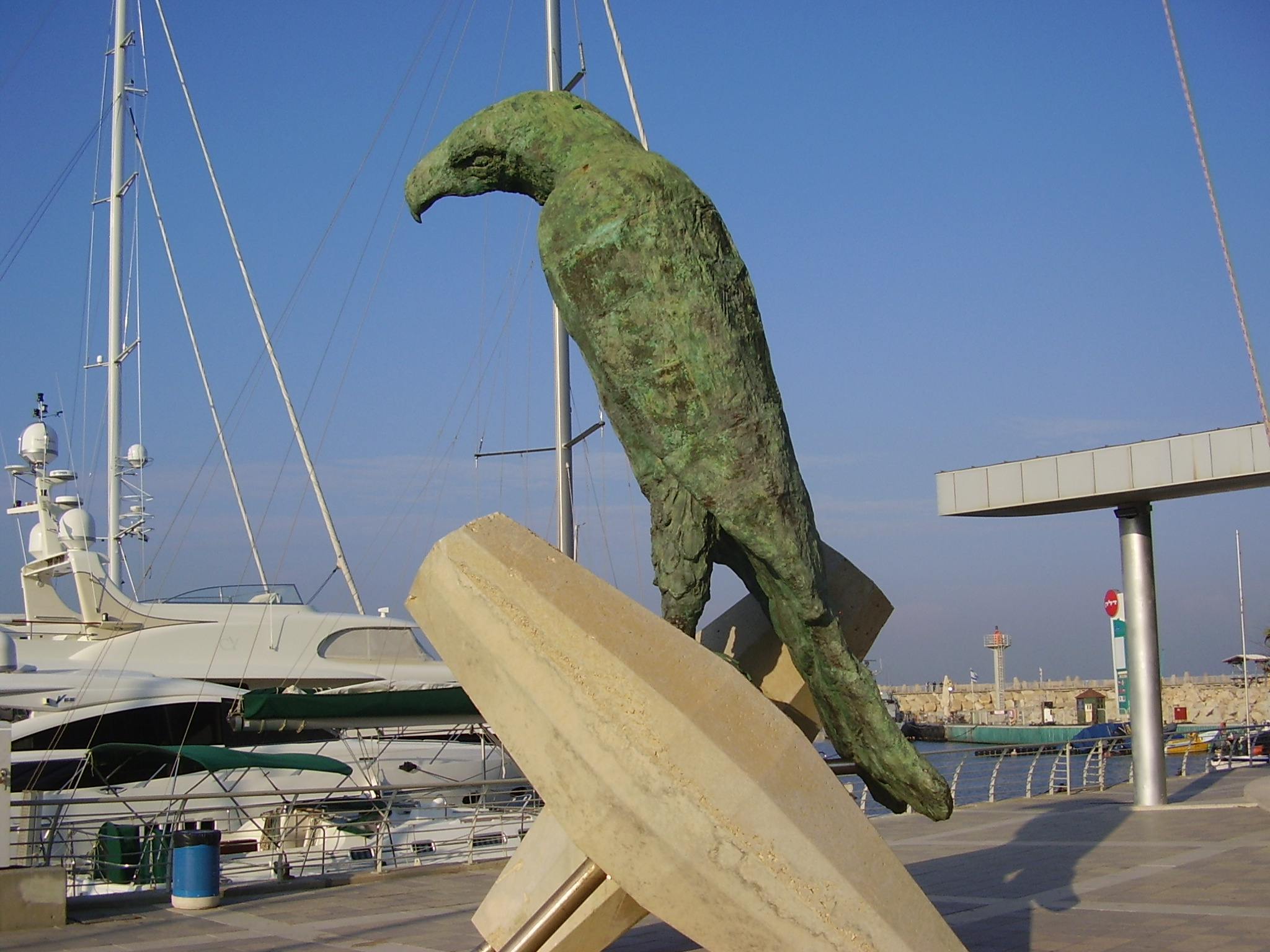
Орел, Герцлія, марина

- 1972 — Ніколи більше, Яд ва-Шем, Єрусалим.
- 1973 — Мати і дитина, кампус Університету Хайфи
- 1977 — Ранок, парк пам'яті, Нагарія .
- 1977 — Жінка на вітрі, парк Чарльза Клора на набережній, Тель-Авів.
- 1979 — Матері, Будівля муніципалітету Тель-Авіва-Яффо.
- 1985 — Усміхнений кит, Старий Яффо.
- 1986 — Сім'я, робоча рада, Рамат-Ган.
- 1988 — Стовп пам'яті біля солдатського меморіалу «Яд леБанім», Раанана .
- 1991 — Підйом, академічний коледж «Тальпіот», Тель-Авів.
- 2001 — Група статуй «Фламінго» на кораблі «Карнавал».
- 2002 — Орел, марина (стоянка для яхт), Герцлія .
- 2007 — Дві кішки на одній лавці, кафе «Ган Сіпур», Холон .
- 2009 — Матерінський корабель, променад, Тиверіада.